# Todd Graff
Todd Graff (sinh 22 tháng 10 năm 1959) là một diễn viên, nhà biên kịch, đạo diễn và nhà sản xuất phim người Mỹ, được biết đến qua bộ phim độc lập Camp do ông đạo diễn, và qua vai diễn Alan "Hippy" Carnes trong bộ phim khoa học giả tưởng năm 1989.

## Tiểu sử
Graff sinh ra ở thành phố New York, mẹ ông là Judith Clarice (nhũ danh Oxhorn), một giáo viên piano, chỉ huy dàn nhạc, và Jerome Lawrence Graff, một nhạc sĩ. Chị gái của ông là nữ diễn viên Ilene Graff.

## Những phim tham gia

### Phim
| Phim                       | Nhân vật             | Năm          |
| -------------------------- | -------------------- | ------------ |
| P.O.P.                     | Johnny Gordon        | 1984         |
| Five Corners               | James                | 1987         |
| Opportunity Knocks         | Lou                  | 1990         |
| Framed                     | Pete                 | 1990         |
| Fly By Night               | Naji                 | 1993         |
| Not Quite Jerusalem        | Rothwell T Schwartz  | 1985         |
| It's No Crush, I'm in Love | Robby Pols           | 1982 và 1983 |
| Dominick and Eugene        | Larry Higgins        | 1988         |
| An Innocent Man            | Robby                | 1989         |
| The Abyss                  | Alain 'Hippy' Carnes | 1989         |
| Sweet Lorraine             | Leonard              | 1987         |
| After Midnight             | Tough Kid            | chưa biết    |
| Strange Days               | Tex Arcana           | 1995         |
| City of Hope               | Zip                  | 1991         |

### Giải thưởng được đề cử
- 1984 Giải Tony: được đề cử giải nam diễn viên xuất sắc nhất dành thể loại phim nhạc kịch trong phim Baby
- 1984 Giải Drama Desk: giành được giải Theatre World Award cho phim Baby
- 2003 Liên hoan phim Sundance: được đề cử giải Grand Jury Prize cho phim Camp

### Truyền hình
- Made in Hollywood: Teen Edition (2012)
- Made in Hollywood  (2011)
- Hollywood Singing & Dancing: A Musical History - thập niên 1980, 1990 và 2000 (2009)
- Hollywood Singing & Dancing: A Musical History - 1970's (2009)
- Under Pressure: Making 'The Abyss (1993)

### Biên kịch
- Joyful Noise (2012)
- Bandslam (2009)
- Camp (2003)
- The Beautician and the Beast (1997)
- Angie (1994)
- The Vanishing (1993)
- Fly by Night (1993)
- Used People (1992)